# Pocket Veto
Der Begriff Pocket Veto beschreibt ein legislatives Manöver in der Gesetzgebung der Vereinigten Staaten, bei dem der Präsident oder ein anderer Amtsträger mit Veto-Befugnis das Inkrafttreten eines Gesetzes nicht durch aktives Ausüben des Veto-Rechts, sondern durch Nichtunterzeichnung verhindert, und zwar in einer Weise, die es dem Kongress unmöglich macht, diese Entscheidung zu überstimmen. Neben dem Präsidenten verfügen auch einige Gouverneure der Bundesstaaten über ein Pocket Veto.
Die Verfassung der Vereinigten Staaten verpflichtet den Präsidenten, jedes Gesetz, das den Kongress erfolgreich passiert hat, entweder zu unterzeichnen oder dagegen sein Veto einzulegen, ansonsten tritt es innerhalb einer Frist von 10 Tagen auch ohne seine Unterschrift in Kraft. Vertagt sich der Kongress jedoch innerhalb dieser Frist, wie zum Beispiel am Ende einer Sitzungsperiode, tritt das Gesetz bei fehlender Unterschrift des Präsidenten nicht in Kraft.
Der relevante Teil aus der Verfassung lautet:

“[…] If any Bill shall not be returned by the President within ten Days (Sundays excepted) after it shall have been presented to him, the Same shall be a Law, in like Manner as if he had signed it, unless the Congress by their Adjournment prevent its Return, in which Case it shall not be a Law.”

„[…] Wenn eine Gesetzesvorlage vom Präsidenten nicht innerhalb von zehn Tagen (Sonntage nicht eingerechnet), nachdem sie ihm unterbreitet worden ist, zurückgeleitet wird, soll sie in gleicher Weise Gesetzeskraft erhalten, als ob er sie unterzeichnet hätte, es sei denn, dass der Kongress durch Vertagung die Rücksendung verhindert hat; in diesem Falle soll sie nicht Gesetzeskraft erlangen.“

Da der Kongress bei einer Vertagung nicht abstimmen kann, gibt es für ihn keine Möglichkeit, dieses indirekte Veto durch eine mögliche Zweidrittelmehrheit zu überstimmen.
Auch manche Gouverneure der Bundesstaaten haben die Möglichkeit, von einem pocket veto Gebrauch zu machen, wenn sich die Bundesstaatsparlamente vertagen. Die Fristen zur erforderlichen Unterzeichnung von Gesetzen durch den Gouverneur variieren jedoch von Staat zu Staat.